# Ciepielów
Ciepielów è un comune rurale polacco del distretto di Lipsko, nel voivodato della Masovia.
Ricopre una superficie di 135,3 km² e nel 2004 contava 5 833 abitanti.